# خاندان اوکوبو
خاندان اوکوبو (به ژاپنی: 大久保氏 Ōkubo clan)، یک گروه خویشاوند سامورایی بودند که در دوره سنگوکو و دوره ادو به شهرت رسیدند.